# Messenger (firma)
MESSENGER je kurýrní služba provozovaná českou společností MESSENGER a.s. Služba vznikla v roce 1991, pravděpodobně jako první kurýrní služba na území tehdejšího Československa. V současné době je MESSENGER největším poskytovatelem kurýrních služeb na území Prahy, kde působí 150 jeho kurýrů. V České republice má MESSENGER dalších 10 poboček zajišťujících kurýrní i balíkovou přepravu.
Kurýrní služba MESSENGER se objevila ve filmu Jana Svěráka Vratné lahve, kde se hlavní hrdina neúspěšně pokoušel živit se jako kurýr. MESSENGER se rovněž podílí na organizaci dobročinné akce MISSE.